# Svjetska poštanska unija
Svjetska poštanska unija ↓n1 (fra. Union postale universelle, engl. Universal Postal Union, skraćeno SPU, UPU) je specijalizirana agencija ujedinjenih naroda koja koordinira poštansku politiku i pravila između zemalja članica, a time i svjetski poštanski sistem. Svaka članica prihvaća iste uvjete za provođenje međunarodnih poštanskih dužnosti. To je prva univerzalna svjetska organizacija i kao takva predstavlja najstariji oblik multilateralne suradnje u svijetu. Svjetska poštanska unija cijeli je svijet povezala u jednu cjelinu i omogućila uzajamnu razmjenu poštanskih pošiljki.
Organizacija i funkcioniranje Svjetske poštanske unije zasniva se na aktima donijetim usuglašenom voljom svih zemalja članica.
Princip jedinstva poštanskog sustava za razmjenu poštanskih pošiljki predstavlja osnovu na kojoj počiva djelatnost Svjetske poštanske unije.
Danas Svjetska poštanska unija ima 192 države-članice. Hrvatska pošta punopravna članica UPU-a postaje 20. srpnja 1992. godine.

## Povijest
Ideju o svjetskoj poštanskoj organizaciji dobio je Sir Rowland Hill, reformator britanskog poštanskog sustava 1840. godine, kada je u Engleskoj uveden sustav plaćanja usluge unaprijed (do tada se smatralo da troškove usluge pošte treba snositi primatelj pošiljke, a ne pošiljatelj). Uveo je i jedinstveni tarifni sustav po kojemu je cijena u domaćem prometu ovisila samo o težini pisma, bez obzira na udaljenost. Hill je zaslužan i za uvođenje prve poštanske marke, što je omogućilo da poštanski sustav postane dostupan svim slojevima društva. 
1863. ministar pošta SAD-a general Montgomery Blair saziva konferenciju u Parizu gdje se okuplja 15 izaslanika iz nekolicine europskih i američkih država gdje usvajaju niz uzajamnih dogovora kojima se unaprijeđuje međunarodni poštanski promet, ali ne dolaze do dogovora o osnivanju međunarodne organizacije.
Heinrich von Stephan, viši poštanski službenik Sjevernonjemačke Konfederacije zalaže se za osnivanje međunarodne organizacije te 15. rujna 1874. organizira konferenciju na kojoj sudjeluju delegati iz 22 zemlje. Na toj konferenciji 9. listopada nastaje Svjetska poštanska unija. Prvi naziv ove organizacije bio je General Postal Union, ali već na sljedećem zasjedanju skupštine 1878. godine organizacija se preimjenuje i dobiva naziv koji danas nosi – Universal Postal Union skraćeno UPU.
Godine 1948. organizacija postaje dio Ujedinjenih naroda.

## Unutarnje poveznice
- Lovrenc Košir

## Napomene
- ↑n1  Ostali nazivi: Opći poštanski savez, Generalni savez pošta. Opća poštanska unija (do 1878.), potom Univerzalna poštanska unija, Svjetski poštanski savez[1] (Pomorska enciklopedija, 2. izd., 6. sv. : Pe – Rh, 1983., str. 387.)